# 萨勒屈朗
萨勒屈朗（法語：Salles-Curan，法語發音：[sal kyʁɑ̃]）是法国阿韦龙省的一个市镇，属于米约区。

## 地理
萨勒屈朗（44°10'57"N, 2°47'14"E）面积93.9 平方千米，位于法国奧克西塔尼大區阿韦龙省，该省份为法国南部内陆省份，位于法國中央高原南部，北起顺时针与康塔爾省、洛泽尔省、加尔省、埃罗省、塔恩省、塔恩-加龙省和洛特省接壤。
与萨勒屈朗接壤的市镇（或旧市镇、城区）包括：阿尔朗斯、阿尔维约、艾塞讷、卡内德萨拉尔、卡斯泰尔诺佩盖罗尔、蒙若、普拉德萨拉尔、塔恩河畔维亚拉、帕纳自由城、屈朗。

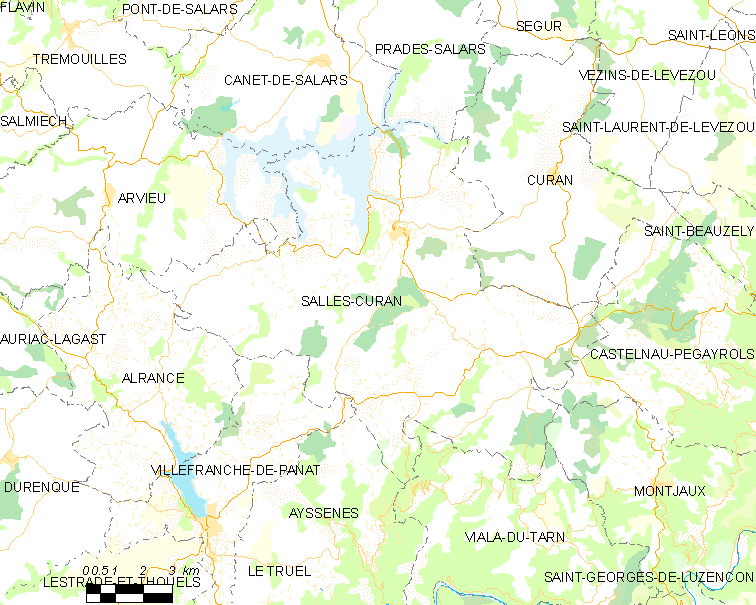
萨勒屈朗的OSM定位图

萨勒屈朗的时区为UTC+01:00、UTC+02:00（夏令时）。

## 行政
萨勒屈朗的邮政编码为12410，INSEE市镇编码为12253。

## 政治
萨勒屈朗所属的省级选区为拉斯普-莱韦祖县。

## 人口

1962-2008年间萨勒屈朗人口变化图示

萨勒屈朗于2022年1月1日时的人口数量为1030人。